# Pusztamagyaród, Zala
Pusztamagyaród  este un sat în districtul Letenye, județul Zala, Ungaria, având o populație de 617 locuitori (2011). 

## Demografie
Componența etnică a satului Pusztamagyaród
     Maghiari (87,12%)
     Romi (11,61%)
     Germani (1,27%)
Componența confesională a satului Pusztamagyaród
     Romano-catolici (80,23%)
     Reformați (3,24%)
     Fără religie (1,46%)
     Necunoscută (14,26%)
     Luterani (0,81%)
Conform recensământului din 2011, satul Pusztamagyaród avea 617 locuitori. Din punct de vedere etnic, majoritatea locuitorilor (87,12%) erau maghiari, existând și minorități de romi (11,61%) și germani (1,27%).  Din punct de vedere confesional, majoritatea locuitorilor (80,23%) erau romano-catolici, existând și minorități de reformați (3,24%) și persoane fără religie (1,46%). Pentru 14,26% din locuitori nu este cunoscută apartenența confesională.